# 持明院基武
持明院基武（じみょういん もとたけ、宝暦7年（1757年）10月27日 - 寛政元年（1789年）8月4日）は、江戸時代中期の公卿。

## 官歴
- 明和3年（1766年）：従五位上、侍従
- 明和6年（1769年）：正五位下
- 明和8年（1771年）：従四位下
- 安永元年（1772年）：左権少将
- 安永3年（1774年）：従四位上
- 安永6年（1777年）：正四位下
- 安永9年（1780年）：右権中将
- 天明元年（1781年）：従三位
- 天明5年（1785年）：正三位

## 系譜
- 父：持明院宗時
- 弟：持明院基逸
- 子：持明院基敦